# Encyclopédie de l'Islam
L'Encyclopédie de l’Islam (EI) est une encyclopédie couvrant tous les aspects de la civilisation islamique et de l’histoire de l'islam. Elle est considérée par les universitaires comme étant le travail de référence dans le domaine des études islamiques. Sa première édition, parue en trois versions (allemand, anglais et français) date de 1913 et a été publiée sous la direction de Martijn Theodoor Houtsma, membre de l'Académie royale néerlandaise des arts et des sciences.

## Historique
L’Encyclopédie de l’Islam (EI) (trois volumes plus un supplément publiés de 1913 à 1938) a été originellement éditée en trois versions (anglaise, allemande et française).
Une version abrégée a été publiée en anglais en 1953 sous le titre de Shorter Encyclopædia of Islam (SEI) qui couvre principalement la loi et la religion.
Une deuxième édition (EI2) a été commencée en 1954 et complétée en 2005 seulement. Elle comporte 13 volumes édités par les Éditions Brill, un éditeur néerlandais, et est présentement disponible en anglais et en français. En plus d'une importante augmentation du contenu, cette seconde édition diffère de la première en ce qu'elle a intégré les travaux de chercheurs musulmans originaires du Moyen-Orient. Elle est également disponible en ligne.
La publication de la troisième édition a commencé en 2007 pour la langue anglaise. D'abord uniquement disponible en ligne, elle parait désormais sous forme de fascicules trimestriels.

## Éditions
Première édition
M. Th. Houtsma, R. Basset et T. W. Arnold, Encyclopédie de l'Islam : Dictionnaire géographique, ethnographique et biographique des peuples musulmans. Publié avec le concours des principaux orientalistes, Leyde, Brill et Paris, Picard, 1913-1938 — 4 vols. avec Suppl.
Deuxième édition
Peri Bearman (en), Thierry Bianquis, Clifford Edmund Bosworth, Emeri van Donzel, et Wolfhart Heinrichs (en), Encyclopédie de l'Islam : Nouvelle édition. Établie avec le concours des principaux orientalistes, Leyde, Brill et Paris, Maisonneuve et Larose, 1960-2005 (ISSN 2215-0137, lire en ligne) — 12 vols. avec Index
Troisième édition
(en) Kate Fleet, Gudrun Krämer, Denis Matringe, John Nawas et Everett Rowson, Encyclopædia of Islam three, Leyde, Brill, 2010- (ISSN 1873-9830) — disponible en ligne